# Table de multiplication
Pour les articles homonymes, voir Table (homonymie).
Une table de multiplication affiche dans les lignes et colonnes le résultat de la multiplication des petits nombres entiers naturels. Le terme usité du Moyen Âge au XVIe siècle était « livret » (ce terme est encore courant en Suisse).
Le système de numération décimale de position permet d'effectuer la multiplication de deux nombres quelconques à l'aide de la seule connaissance des produits des nombres de 0 à 9 entre eux. C'est à l'école primaire que s'effectue l'apprentissage des tables qui récapitulent tous ces produits. La tradition a longtemps exigé la connaissance des tables de multiplication portant jusqu’à 12 ou 13 au lieu de 9.
On peut concevoir des tables pour le calcul de produits en base autre que 10. Ainsi une table de multiplication pour le système octal (base 8) contiendra le produit des nombres de 0 à 7, exprimés en base 8. On peut également réaliser une table pour toute loi de composition, comme pour la loi produit sur un groupe fini : c'est la table de Cayley.

## Table usuelle
La table de multiplication usuelle est la suivante ; on l'appelle aussi Table de Pythagore :
| ×  | 0 | 1  | 2  | 3  | 4  | 5  | 6  | 7  | 8  | 9  | 10  |
| -- | - | -- | -- | -- | -- | -- | -- | -- | -- | -- | --- |
| 0  | 0 | 0  | 0  | 0  | 0  | 0  | 0  | 0  | 0  | 0  | 0   |
| 1  | 0 | 1  | 2  | 3  | 4  | 5  | 6  | 7  | 8  | 9  | 10  |
| 2  | 0 | 2  | 4  | 6  | 8  | 10 | 12 | 14 | 16 | 18 | 20  |
| 3  | 0 | 3  | 6  | 9  | 12 | 15 | 18 | 21 | 24 | 27 | 30  |
| 4  | 0 | 4  | 8  | 12 | 16 | 20 | 24 | 28 | 32 | 36 | 40  |
| 5  | 0 | 5  | 10 | 15 | 20 | 25 | 30 | 35 | 40 | 45 | 50  |
| 6  | 0 | 6  | 12 | 18 | 24 | 30 | 36 | 42 | 48 | 54 | 60  |
| 7  | 0 | 7  | 14 | 21 | 28 | 35 | 42 | 49 | 56 | 63 | 70  |
| 8  | 0 | 8  | 16 | 24 | 32 | 40 | 48 | 56 | 64 | 72 | 80  |
| 9  | 0 | 9  | 18 | 27 | 36 | 45 | 54 | 63 | 72 | 81 | 90  |
| 10 | 0 | 10 | 20 | 30 | 40 | 50 | 60 | 70 | 80 | 90 | 100 |

Dans l'éducation publique française, les tables de multiplication vont généralement de 1 à 10 en lignes et en colonnes. Aux États-Unis, elles vont généralement jusqu'à 12,.

### Comment utiliser la table de multiplication?
Pour connaître le produit 5×7, prendre le nombre à l'intersection de la ligne 5 et de la colonne 7. Le résultat lu sera 35.
Plus généralement, le produit est indiqué à l'intersection de la rangée commençant par l’opérande de gauche (recherché dans la colonne d'entête), et de la colonne commençant par l’opérande de droite (recherché dans la rangée d'entête).

### Comment est fabriquée la table de multiplication?
Les multiples (colonnes et lignes) de zéro sont zéro.
Chaque case peut être remplie à partir de la case du dessus ou de gauche, en ajoutant la valeur de la colonne ou de la ligne.

### Propriétés
- La table présente une symétrie le long d'une des diagonales, et cette diagonale contient les carrés parfaits.
- Chaque produit impair est entouré de huit produits pairs.
- Le produit de tous les nombres d'une table de Pythagore de dimensions x,y est égal à :

{\displaystyle x!^{y}\times y!^{x}}.
En effet, le produit des nombres de la ke ligne vaut :
{\displaystyle k^{y}\times y!}.
- La somme de tous les nombres d'une table de Pythagore de dimensions x,y est égale à :

{\displaystyle {\frac {x(x+1)}{2}}\times {\frac {y(y+1)}{2}}}.
En effet, la somme des nombres de la ke ligne vaut :
{\displaystyle k\times {\frac {y(y+1)}{2}}}.

## Une variante mobile
Le mathématicien écossais John Napier publia en 1617 un ouvrage intitulé Rhabdologie dans lequel il décrit un procédé pour simplifier les calculs de produits et de quotients, portant le nom de bâtons de Napier. Il s'agit simplement d'une présentation astucieuse de la table de multiplication, dans laquelle les colonnes sont portées sur des réglettes mobiles.